# Isaka-Ivondro
Isaka-Ivondro est une commune urbaine malgache située dans la partie sud de la région d'Anosy.